# Valle de Mena
El Valle de Mena es un municipio situado en la provincia de Burgos, comunidad autónoma de Castilla y León (España), comarca de Las Merindades y partido judicial de Villarcayo. Cuenta con una población de 4147 habitantes (INE 2024).
Está ubicado en el tramo alto de los ríos Ordunte y  Cadagua, en las Montañas de Burgos. Con una superficie de 263,18 km², su término municipal comprende, además de la localidad de Villasana de Mena (la capital), que concentra el 40,85% de la población del municipio, 129 núcleos de población, de los cuales 43 son entidades de ámbito territorial inferior al municipio (EATIM) y 16 son localidades que no constituyen pedanía.

## Geografía
Limita al sur con los municipios burgaleses del Valle de Losa, la Junta de Traslaloma y la Merindad de Montija; al norte con la comarca vizcaína de Las Encartaciones; al este con el alavés Valle de Ayala y al noroeste con el cántabro Valle de Soba. El Valle de Mena es el municipio más septentrional de la provincia de Burgos y el más cercano a la costa de toda Castilla y León. Desde el extremo norte del término municipal hasta el litoral cántabro en línea recta solo hay 18 kilómetros. En el punto más noroccidental se encuentra el monte Zalama (1341 m s. n. m.). El Valle de Mena es una depresión con bordes claramente delimitados y se caracteriza desde un punto de vista geológico por presentar grandes espesores de sedimentos, suavemente plegados e intruidos por diapiros salinos.
Municipio de gran riqueza monumental y belleza natural, con los Bosques del Valle de Mena declarados Lugar de Importancia Comunitaria, está formado por 131 núcleos de población (20 de ellos despoblados) agrupados en 59 pueblos o entidades singulares, de entre los cuales Villasana de Mena se alza como capital del municipio. Aunque pertenece a la comarca de Merindades, este valle se encuentra en la vertiente norte de la cordillera Cantábrica, atravesado por el río Cadagua, que tiene su nacimiento en el pueblo del que toma su nombre el río, y flanqueado al sur por los montes de La Peña, y al norte por los Montes de Ordunte, que dan nombre al pantano que en ella se encuentra, el embalse de Ordunte. Se trata de un territorio montañoso típicamente septentrional, poblado de robles y hayas, surcado por ríos y arroyos y «cuajado de iglesias románicas, casas con balconadas y torres señoriales».
El 18 de abril de 2015, la Organización Nacional de Ciegos de España, ONCE, dedicó su cupón del sábado al parque estelar del Valle de Mena, emitiendo un total de 5,5 millones de cupones con la imagen del municipio en toda España, de forma gratuita. El día 13 de agosto, la Sociedad Estatal de Loterías y Apuestas del Estado, SELAE (antes ONLAE), dedicó también su décimo de Lotería Nacional del jueves al parque estelar del Valle de Mena, emitiendo 100 000 billetes (1 millón de décimos) con la imagen del municipio, de forma gratuita.

### Límites
| Noroeste: Valle de Soba, Valle de Carranza | Norte: Valmaseda, Zalla | Noreste: Gordejuela     |
| Oeste: Merindad de Montija                 |                         | Este: Arceniega y Ayala |
| Suroeste Junta de Traslaloma               | Sur: Valle de Losa      | Sureste: Valle de Losa  |

### Hidrografía
Hidrográficamente, el Valle de Mena es una excepción dentro del contexto de Castilla y León, porque es una de las pocas zonas de la Comunidad y la única de Burgos que pertenece a la Confederación Hidrográfica del Cantábrico. Las aguas de la red hidrográfica del Valle de Mena, son afluentes por la izquierda de la ría de Bilbao, en el límite físico entre Baracaldo y el propio Bilbao, que desemboca directamente en el mar Cantábrico o golfo de Vizcaya.

En realidad, el término municipal del Valle de Mena está constituido por tres valles bien definidos: el valle del río Ordunte, el del río Cadagua y el de Tudela, formado a su vez por varios arroyos. Los ríos principales son el Ordunte y el Cadagua, debido al recorrido y caudal que presentan y porque constituyen el drenaje de la mayor parte del área hidrográfica. Otros cursos de agua importantes son el Romarín, el Ayega, el Arceniega, y el San Miguel, que escapan del término municipal. Los arroyos y ríos afluentes del Ordunte más importantes son: La Garma, Santiago, Las Torcas, Vallondo, Los Hoyuelos, Burceña y Alisal. Asimismo, los afluentes más importantes del Cadagua son el Hijuela, Los Valles, La Rata, El Escaño, San Miguel y el Ordunte.

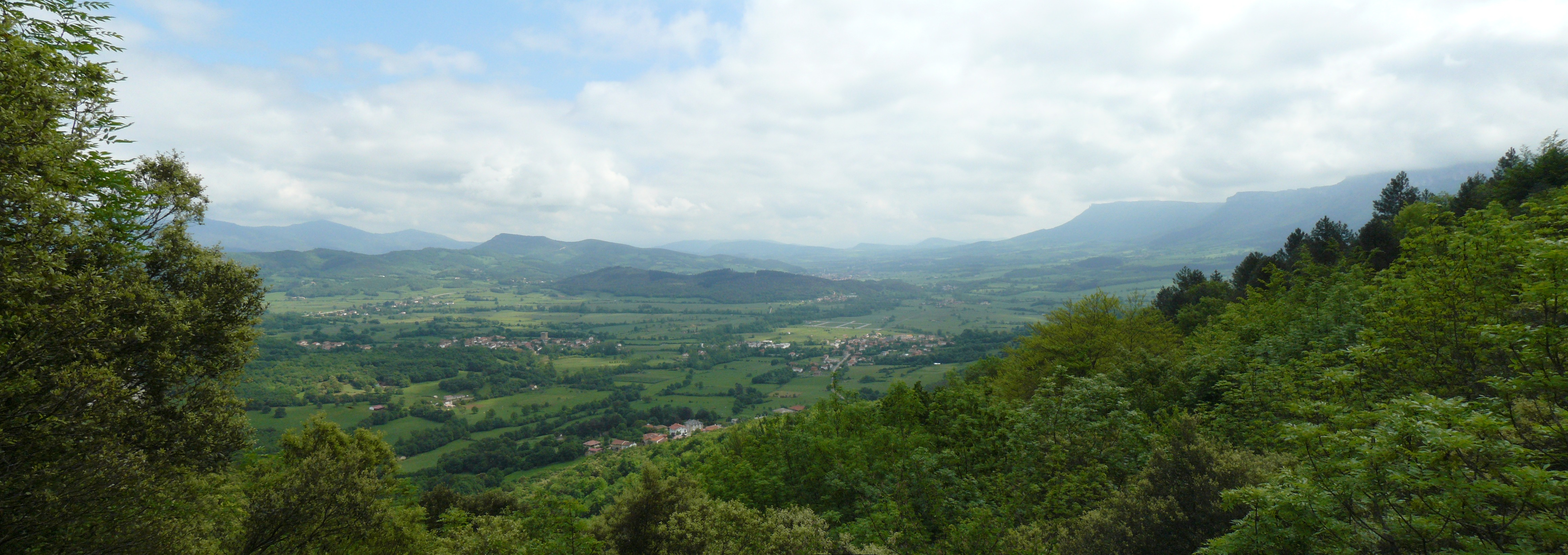
Valle de Mena occidental

## Historia

### Prehistoria e Historia Antigua
El territorio del actual Valle de Mena ha estado habitado desde el Neolítico final (V-IV milenio a. C.). De la cultura megalítica existen yacimientos tales como los  sepulcros de corredor en Villasuso, dos dólmenes (uno en Santa Olaja y otro en Angulo)y cuatro cámaras bajo túmulo en los Montes de Ordunte. Del Calcolítico existe un importante yacimiento cerca del pantano de Ordunte con varios túmulos funerarios y un poblado formado por unos 20 hogares. En el monte Socueto existe un castro de la Segunda Edad del Hierro (siglo IV a. C.) de la tribu prerromana de los autrigones, pueblo de origen indoeuropeo que habitaba toda la zona. La llegada de Roma también se hizo notar en el municipio. Topónimos como Lezana (fundus de Leto), Leciñana (fundus de Licinio) o Antuñano (fundus de Antonino) dan muestra de ello. Igualmente existen restos de la calzada romana que transcurría desde Uxama Barca hasta Flaviobriga. Se han encontrado varios tramos en el valle, por ejemplo en Paradores, así como epigrafías en varios miliarios, como el de Nava de la época del emperador Decio (año 251), el de El Berrón-Santecilla de la época del emperador Lucio Vero (año 238) y el de Gijano de la época del emperador Flavio Valerio Severo. En ocasiones se han confundido los restos de esta calzada con los restos de calzadas medievales posteriores.

### Edad Media

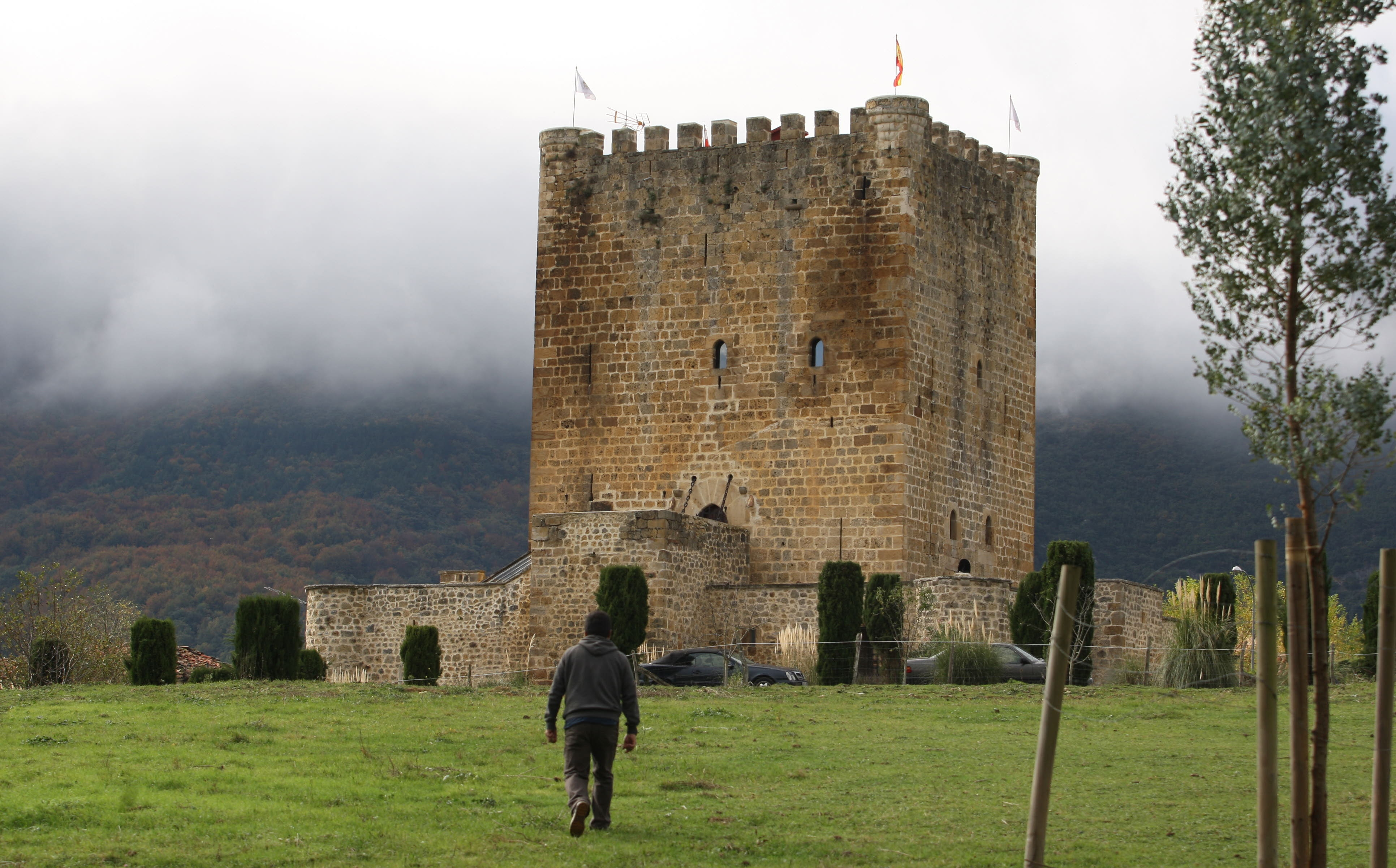
Castillo de los Velasco de Lezana de Mena

Durante la etapa visigoda el territorio estaba encuadrado en el ducado de Cantabria. Probablemente estuvo poco poblado y a partir del siglo VI comenzó a asimilarse con los pueblos orientales como los várdulos. Formó parte del Reino de Asturias, y las crónicas de los reyes asturianos lo denominaban como Bardulia. El territorio de Mena es uno de los territorios originarios de Castilla, la Castella vetula o al-Quilá de los cronistas andalusíes. Entre el siglo VIII y IX vivió un intenso proceso de repoblación a través del sistema de presura de gentes de la Cordillera Cantábrica y mozárabes huidos del dominio musulmán. Prueba de ello es la fundación de pequeños monasterios como el de San Emeterio y San Celedonio de Taranco, donde el abad Vítulo recogió por escrito por vez primera el nombre de Castilla el 15 de noviembre de 800. De esta época datan las primeras poblaciones menesas que existen hasta el día de hoy. Mena concluyó el siglo IX integrado en el Condado de Castilla, bajo el reino de León.
Perteneció al reino de Pamplona y Nájera en los siglos X y XI, del que se separó hacia 1040 igual que el Señorío de Vizcaya, integrándose definitivamente en el reino de Castilla. Durante el siglo XII vivió un proceso de feudalización y señorilización de las aldeas por parte de la Iglesia y de los linajes locales que se fueron formando, como los Vivanco, Ortiz, Angulo, Gil, Vallejo, etcétera. Uno de estos señores que aparecen en el valle es Lope Sánchez de Mena, señor de Bortedo, que en el año 1119 fundó la villa de Valmaseda, del mismo modo que le concede el Fuero de Logroño también a Villasana. La pertenencia del Valle de Mena al señorío de Vizcaya ha sido discutida por los historiadores. Varios afirman que los señores de Vizcaya tenían jurisdicción sobre el Valle de Mena en el siglo XII. La jurisdicción señorial estaba en Villasana, mientras que el valle fue territorio de realengo desde antiguo. De esta época data la introducción del arte románico a través del Camino de Santiago.
Hacia mediados del siglo XIII comenzó en el Valle de Mena la rivalidad banderiza entre los linajes de Salazar y Velasco. Sancho Sánchez de Velasco, hombre influyente en la corte de Fernando IV, asedió y tomó Villasana hacia 1260. La amuralló y construyó en ella una torre defensiva, convirtiéndola en una plaza militar. Las luchas entre ambos linajes se alargaron durante todo el siglo XIV y concluyeron con la derrota de los Salazar y el ascenso en la corte castellana de los Velasco. En su enfrentamiento con Pedro I (la primera guerra civil castellana), estos eran partidarios de Enrique II, y ascendieron a la privanza del Rey. Pedro Fernández de Velasco ordenó destruir todas las torres de los Salazar en Mena y en la Merindad de Castilla la Vieja. En el Becerro de las Behetrías de Pedro I ya aparecen citados los nombres de la práctica totalidad de los pueblos meneses.

### Edad Moderna
Como consecuencia de las luchas banderizas surgieron dos juntas (de suso y de yuso) que agrupaban a otras cuatro: de velascos (Menamayor); de giles (Caniego); de vallejos (Villasuso); y de vivancos (Concejero). En ellas se reunían los concejos para elegir los cargos públicos. Una vez al año se reunían en junta general frente a la ermita de Santa María Egipcíaca, en Mercadillo, donde estaba la prisión y el ayuntamiento, para elegir cuatro regidores bajo la presidencia del alcalde mayor, elegido por la Corona. Sin perjuicio de esto, algunos concejos crearon juntas para asuntos comunes como la junta de Ordunte o la de Tudela. Villasana, en tanto que villa, se regía por su propio sistema. Con las reformas borbónicas el Valle de Mena sería incluido en la intendencia de Burgos, partido de Laredo.
En la Edad Moderna el valle vivió un proceso de expansión debido a su estratégica situación geográfica como paso de las rutas comerciales entre Castilla y los puertos cantábricos. Por este motivo fue el momento de la construcción y mejora de caminos que favorecieron ese comercio, y con ello surgió la rivalidad entre Santander y Bilbao por el dominio de las rutas al interior de la Península. La creación del Camino Real de Burgos hacia el puerto de Santander por Reinosa provocó la reacción de Bilbao, que defendió ante la Corona rutas por Valmaseda a través del Valle de Mena. De esta época hay que destacar la figura de Sancho Ortiz de Matienzo, que en el siglo XVI llegó a ser canónigo de la Catedral de Sevilla y primer tesorero de la Casa de Contratación de Indias y financió la construcción del convento de las Concepcionistas Franciscanas de Santa Ana de Villasana. 

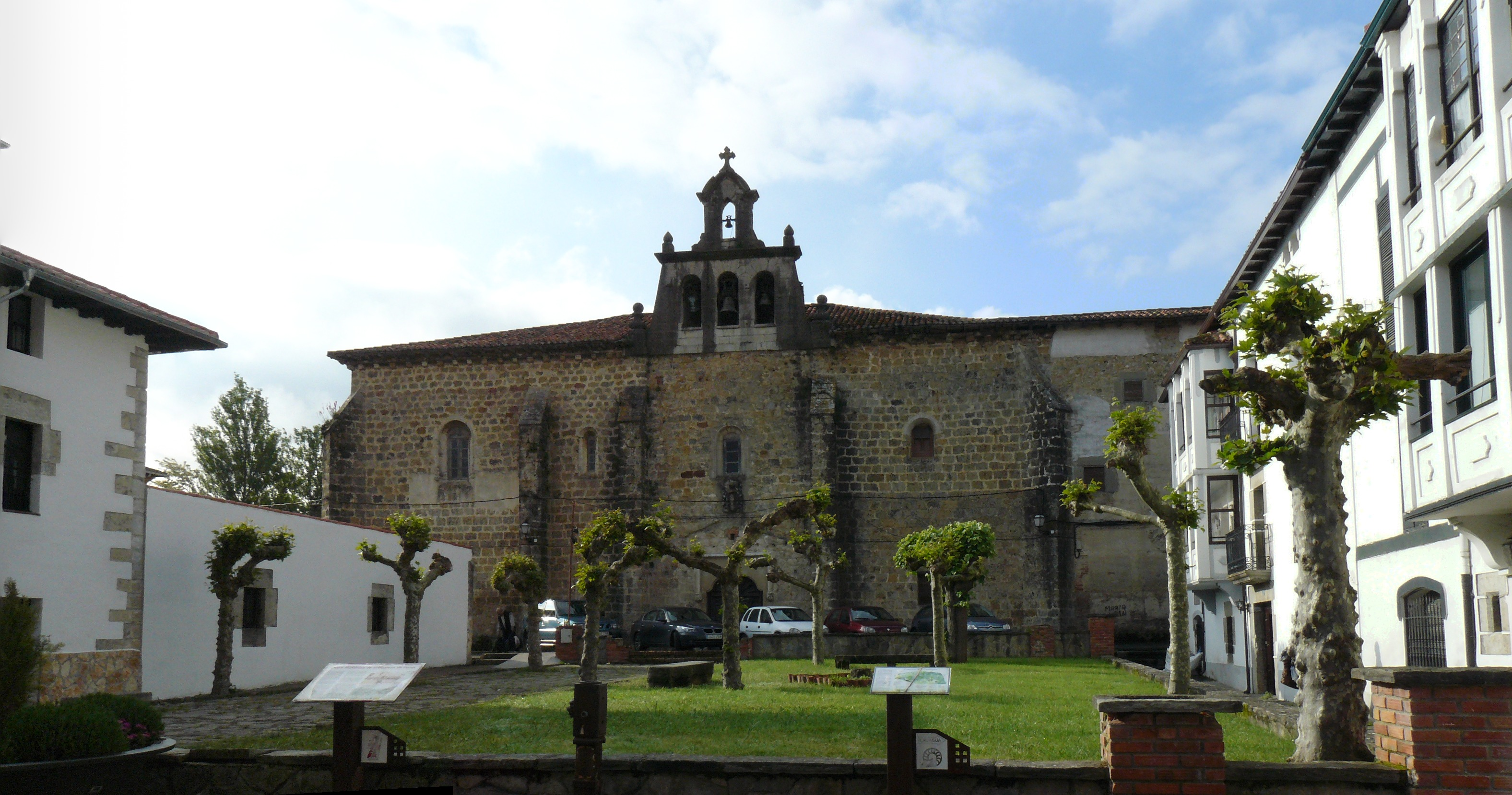
Convento de Santa Ana

### Edad Contemporánea
Durante la Guerra de la Independencia Española el valle sufrió las operaciones militares, sobre todo al inicio de la contienda cuando los franceses penetraron desde Bilbao y Santander enfrentándose al Ejército español, primero en Valmaseda y después en Espinosa de los Monteros. La población tuvo que soportar la violencia, el saqueo y la exigencia de suministros por parte de los ejércitos. Villasana quedó despoblada y muchos edificios destruidos, siendo también escenario de acciones guerrilleras. Similar circunstancia se vivió durante la primera guerra carlista, quedando el valle en manos liberales; sufrió ataques carlistas que pusieron bajo asedio a Villasana, Mercadillo y la guarnición de Villanueva. En 1835 el régimen liberal decidió dividir el Valle de Mena en tres municipios diferentes: Villasana, el Valle de Mena (con capital en Mercadillo) y Tudela (con capital en Santiago de Tudela). Sin embargo, la destrucción que había sufrido Mercadillo durante la guerra hizo que a partir de 1843 el Gobierno decidiera reunificar el municipio con capital en Villasana, consagrando tal decisión en 1848, cuando se construyó una nueva casa consistorial que sigue existiendo a día de hoy. A final de siglo sufrió también la segunda guerra carlista. Los carlistas consiguieron tomar Mena durante año y medio, pero se vieron obligados a retirarse. En 1875, sin embargo, volvieron a intentar tomar el valle, pero los liberales habían reforzado sus posiciones enviando tropas desde Burgos y fueron rechazados. En 1894 se inauguró el ferrocarril de La Robla, que conectaba con Bilbao, y en 1925 se abrió la carretera de Arceniega a Trespaderne por el valle.
Durante los siglos XIX y XX, Mena reiteradamente intentó sin éxito unirse a Vizcaya (en 1822, 1844, 1883, 1924 y 1934). En 1933 el Ayuntamiento de Bilbao inauguró el pantano de Ordunte para abastecer de agua a la ciudad. El acto contó con la presencia del Ministro de Obras Públicas, el socialista Indalecio Prieto, y el alcalde de Bilbao, Ernesto Ercoreca. Bajo influencia vizcaína apareció en Mena el movimiento obrero, mayoritariamente protagonizado por el PSOE y la Unión General de Trabajadores (UGT). Las elecciones municipales de 1931 que provocaron la caída de la monarquía de Alfonso XIII dieron la victoria al PSOE en Mena. Durante la guerra civil española quedó en zona republicana, al contrario que el resto de la provincia de Burgos. Sin embargo, tras la caída de Bilbao en junio de 1937 y la ofensiva sobre Santander en agosto de ese año, Mena fue ocupada por las tropas franquistas y las autoridades republicanas huyeron hacia Santander, donde muchos de ellos serían fusilados. Después de la dictadura militar del general Franco, el PSOE regresó al poder municipal en la etapa democrática, gobernando el municipio de manera ininterrumpida durante 44 años, de 1979 a 2023.

## Administración y política
El primer alcalde tras la Dictadura fue José Luis Ranero Gutiérrez (PSOE) en 1979, a quien siguió Armando Robredo Cerro (PSOE) desde 1983 hasta 2019, cuando accedió al cargo Lorena Terreros Gordón, también del PSOE. En 2023 accede a la alcaldía por mayoría simple el cabeza de lista de la candidatura independiente Por Mena, José Luis Ranero López, hijo del primer alcalde socialista, rompiendo así con la hegemonía del PSOE.
| Elecciones municipales de España de 2023 |                                   |       |         |            |
| -                                        | Partido político                  | Votos | %       | Concejales |
|                                          | Por Mena                          | 838   | 37,46 % | 5          |
|                                          | Partido Socialista Obrero Español | 786   | 35,13 % | 4          |
|                                          | Partido Popular                   | 418   | 18,68 % | 2          |

### Pedanías
El municipio está formado por 129 pueblos o núcleos de población, de las cuales 43 son entidades de ámbito territorial inferior al municipio (EATIM), en donde reside el 57,32 % de la población total del Valle de Mena. Tienen como competencias propias la administración y conservación de su patrimonio, incluido el forestal; la regulación del aprovechamiento de sus bienes comunales; y la vigilancia, conservación y limpieza de calles o vías urbanas, caminos rurales, fuentes, lavaderos y abrevaderos. Pueden, asimismo, ejecutar las obras y prestar los servicios que les delegue expresamente el ayuntamiento.
1. Angulo
2. Anzó
3. Arceo
4. Artieta
5. Ayega
6. Barrasa
7. Bortedo
8. Burceña
9. Cadagua
10. Campillo de Mena
11. Caniego
12. Carrasquedo
13. Concejero
14. Covides
15. Entrambasaguas
16. Gijano
17. Hornes
18. Irús
19. Leciñana de Mena
20. Lezana de Mena
21. Maltrana
22. Maltranilla
23. Medianas
24. Menamayor
25. Nava de Mena
26. Partearroyo
27. Presilla (La)
28. Ribota de Mena
29. Santa Cruz de Mena
30. Santa María del Llano de Tudela
31. Santecilla
32. Santiago de Tudela
33. Siones
34. Sopeñano
35. Taranco
36. Ungo
37. Vallejo de Mena
38. Vallejuelo
39. Viérgol
40. Vigo (El)
41. Villanueva de Mena
42. Villasuso de Mena
43. Vivanco de Mena

### Localidades sin pedanías
El municipio cuenta con otras 16 localidades que no constituyen entidad local menor, es decir, que dependen directamente del ayuntamiento:

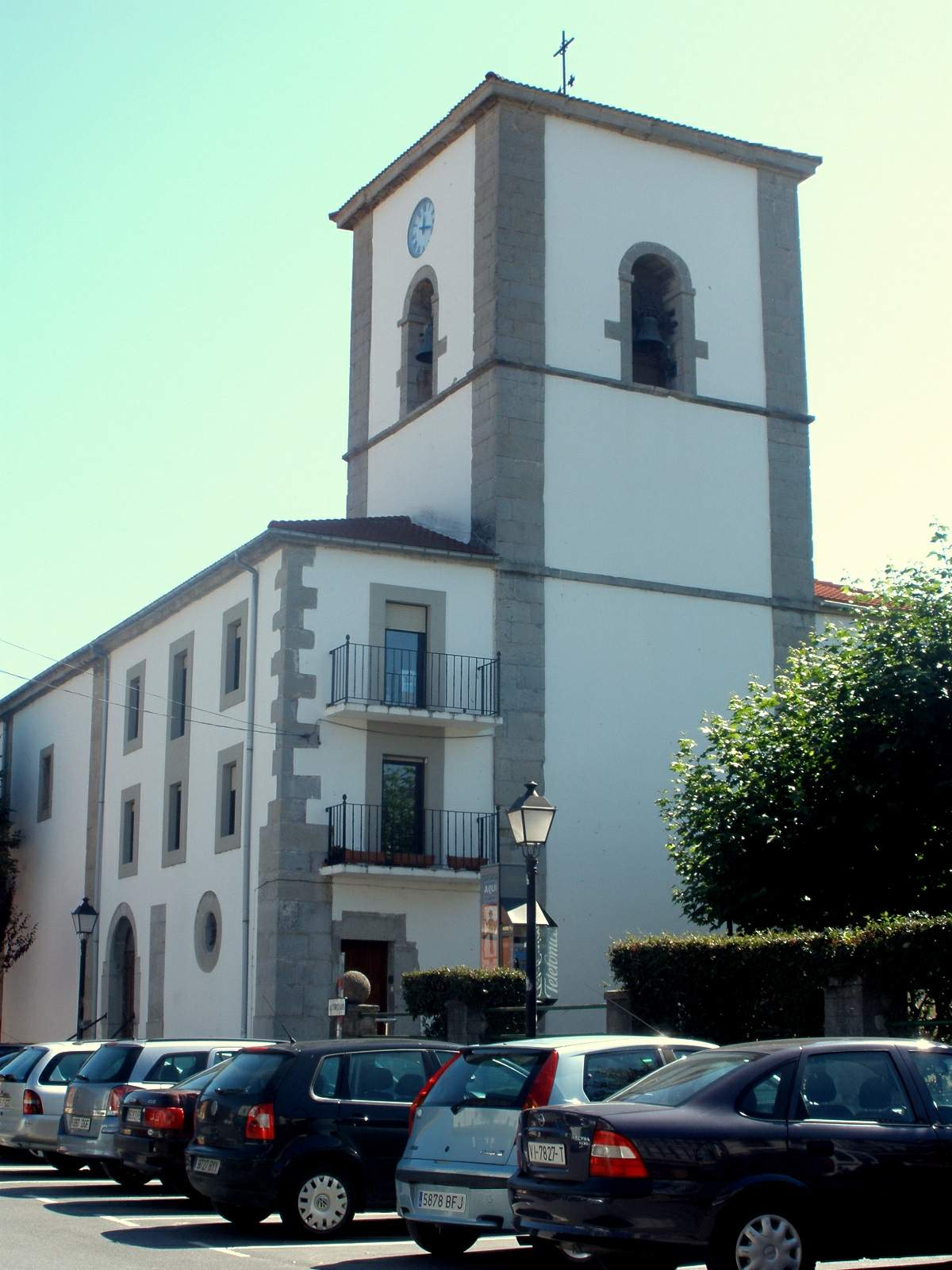
Iglesia de Nuestra Señora de las Altices, Villasana de Mena

1. Ciella
2. Cilieza
3. Cirión
4. Haedillo
5. Hoz de Mena
6. Lorcio
7. Llano de Mena
8. Montiano
9. Opio
10. Ordejón de Ordunte
11. Ovilla
12. Río de Mena
13. Santa Olaja
14. Valluerca
15. Ventades
16. Villasana de Mena

## Economía
El sector servicios es el sector económico predominante en el Valle de Mena con el 41,3 % de personas ocupadas. El número de servidores bancarios es de 4: Banco Bilbao Vizcaya Argentaria, Caixabank, Ibercaja y Cajaviva. En segundo lugar destaca el sector industrial, con el 29,3 % de la población ocupada. Hasta el cierre de la Sociedad Española de Productos Fotográficos VALCA S.A. en 1993, esta representaba la primera fuente de empleo del Valle de Mena, ya que llegó a tener más de 200 empleados. La suspensión de pagos y posterior cierre de la empresa provocaron una importante crisis económica y social en el municipio a comienzos de los años 90. Por su parte, la agricultura aún tiene cierta representación (15,2 %), y la construcción ronda el 14,2 %. Respecto a la distribución de las empresas por sector de actividad, las relacionadas con el sector servicios son las mayoritarias, casi seis de cada diez. El segundo grupo más importante lo conforman las empresas relacionadas con la industria, con el 20,1 %. El porcentaje de empresas de construcción alcanza el 13,4 %, y las relacionadas con la agricultura el 8,7 %.
En líneas generales se observa que el sector comercial cada vez ha ido adquiriendo mayor presencia en el Valle de Mena. El incremento paulatino de población ha hecho que se eleve también el número de establecimientos comerciales. Destaca entre estos la reciente apertura del Centro Comercial El Valle, de la sociedad cooperativa Covirán. Dentro del comercio minorista, las actividades no dedicadas a alimentación suponen el 44 %, y el sector alimentación el 42 %; el resto de comercios minoristas representan alrededor del 14 %. Entre las principales actividades comerciales mayoristas destaca, con amplia diferencia, el de materias primas agrarias, alimentos, bebidas y tabaco, con el 47 %. El comercio no especificado supone el 23 %, el de artículos de consumo duradero el 15%, y el interindustrial también el 15 %.
El porcentaje de población activa del Valle en 2024 (63,01 %) es similar al de la comarca (67,3 %) e inferior a la media provincial (67,31 %) y nacional (69,7 %). El paro registrado (162 personas a 30 de noviembre de 2024) en relación con la población activa se sitúa en el 6,21 %, mucho menor que en la comunidad autónoma de Castilla y León (16,32 %), la provincia de Burgos (16,09 %) y el territorio nacional (20,9 %). El nivel de renta de 1 a 10 es de 6. El rendimiento neto medio declarado fue en 1993 de unos 9000 euros. El número de vehículos según el padrón municipal de 2005 es de 1612 automóviles y 466 camiones y furgonetas.

## Transporte y comunicaciones
La principal vía de acceso al término municipal la constituye la carretera CL-629, que recorre de este a oeste la totalidad del valle, enlazando las localidades de Valmaseda y Bercedo con Villasana de Mena, lo que permite el acceso desde Vizcaya por un lado, y desde Burgos (por Villarcayo) por otro. Esta carretera enlaza por el oeste con la N-629, que permite la comunicación con Cantabria. Otras dos carreteras importantes que atraviesan el valle son, por un lado la BU-554 (Villasana– Arceniega), que comunica el término municipal con la provincia de Álava, y la BU-550 (Arceniega–Quincoces de Yuso), que permite el acceso desde el Valle de Losa. Además, en el extremo nordeste discurre la CL-620 (Vitoria–Ramales de la Victoria), que enlaza las poblaciones de Valmaseda y Arceniega Artziniega. Asimismo existe una serie de carreteras de carácter local que pretenden la conexión entre los diferentes núcleos de población. Es de destacar la que enlaza Sopeñano con Villasana de Mena, así como la carretera de Villanueva de Mena a Nava de Ordunte.
En términos de ferrocarril, de este a oeste y paralelo a la CL-629 circula el ferrocarril FEVE (hoy Renfe) Bilbao a La Robla, un histórico servicio de transporte de pasajeros y mercancías. Tras una breve suspensión de 1991 a 2003, vuelve a prestar este servicio de media distancia, desde el centro de Bilbao hasta las afueras de León, con una circulación diaria por sentido. Diversas figuras locales han reclamado la extensión de la línea de cercanías que termina en el municipio vecino de Valmaseda hasta Mercadillo-Villasana, con su consiguiente electrificación.
El 5 de febrero de 2013, Iberia comunicó a la Concejalía de Turismo y Medio Ambiente del Ayuntamiento del Valle de Mena el próximo "bautismo" de una de sus nuevas unidades de Airbus A320 con el nombre del municipio, aceptando así la propuesta municipal. Este nuevo aparato entró en servicio en abril de ese mismo año tras su llegada al aeropuerto de Madrid-Barajas desde la factoría Airbus de Toulouse, Francia. El avión Valle de Mena, con matrícula EC-LVD, ha llegado a decenas de destinos en Europa y Norte de África, y es el primero en tener perfil en las redes sociales Facebook y Twitter.

## Demografía
Valle de Mena cuenta con una población de 4147 habitantes (INE 2024).
| Gráfica de evolución demográfica de Valle de Mena entre 1842 y 2021 |
| |
| Población de derecho según los censos de población del INE. Población de hecho según los censos de población del INE.Entre el censo de 1857 y el anterior, crece el término del municipio porque incorpora a Valle de Tudela. |

## Servicios
El municipio dispone de:

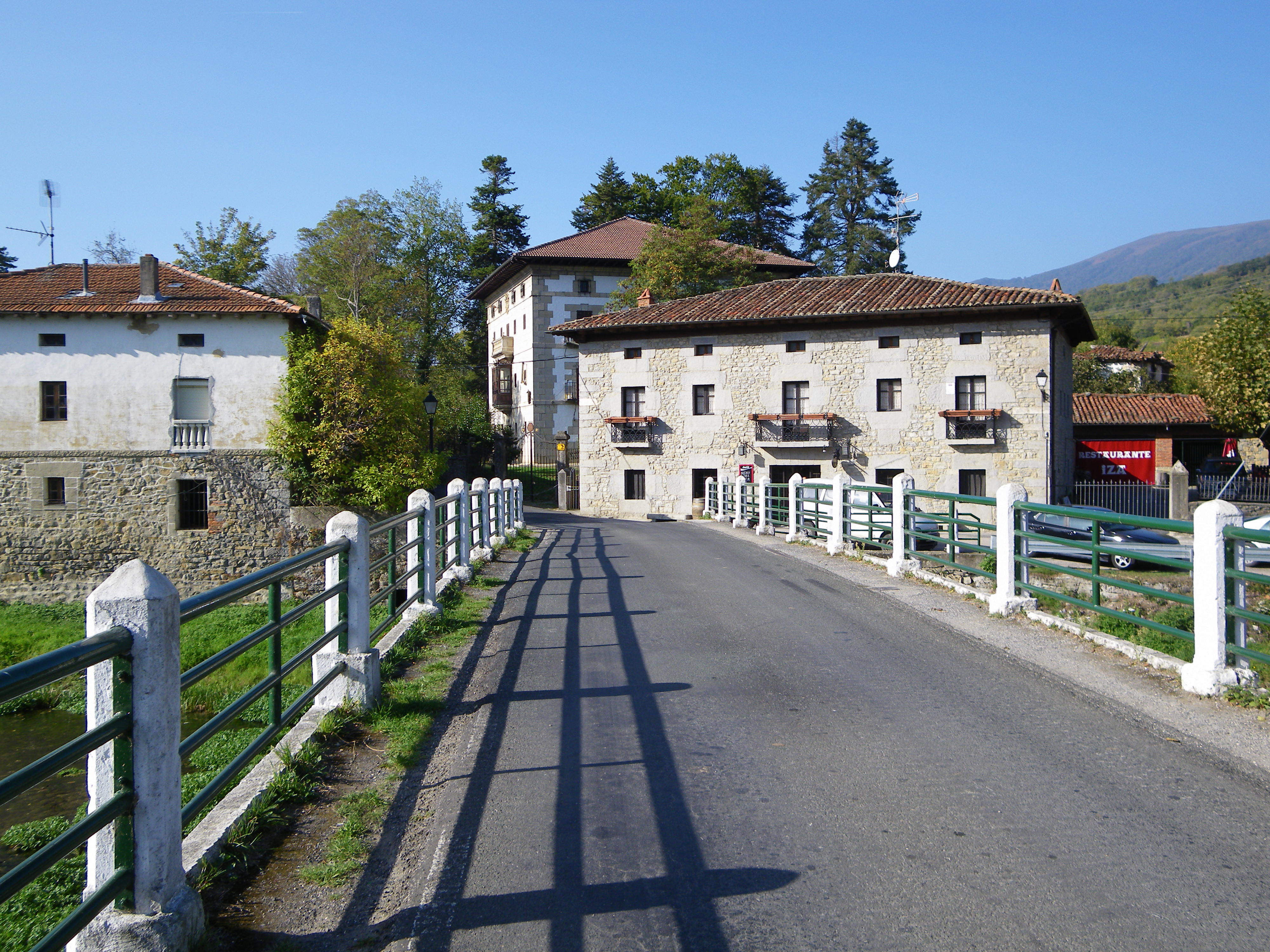
Puente sobre el río Cadagua en Nava de Ordunte

- Casa consistorial - Construida en 1848 y reformada en 2011. En octubre de 2014, la revista Carta Local, editada y distribuida entre los ayuntamientos y diputaciones por la Federación Española de Municipios y Provincias (FEMP), eligió la casa consistorial del Valle de Mena como ilustración de su portada.[24]
- Guardería Infantil.
- Centro de Educación Infantil y Primaria Nuestra Señora de las Altices (Junta de Castilla y León).[25]
- Instituto de Enseñanza Secundaria Doctor Sancho de Matienzo (Junta de Castilla y León).[26]
- Centro de Salud Sacyl - Medicina familiar y comunitaria, pediatría y enfermería. Los demás servicios sanitarios se rigen por el Protocolo Euskadi-Castilla y León (2012), por el que los meneses tienen como hospital de referencia el Hospital de Cruces (Baracaldo), el Hospital de Basurto, el centro de especialidades Doctor Areilza (Bilbao) y el centro de salud de Zalla. Para salud mental, la unidad de salud mental de Ercilla (para menores de 18 años) y la unidad de salud mental de Bombero Echániz (para adultos) en Bilbao.[27]
- Farmacias (2)
- Centro Comercial El Valle (Covirán)
- Sala de Cine y Teatro Amania.
- Oficina de Turismo.
- Polideportivo municipal: Piscinas, Pista de ténis, Pistas de pádel, Frontón, y pabellón cubierto.
- Campo de fútbol - El equipo local de fútbol, el C.D. Menés, está inscrito en la Federación Vizcaína de Fútbol, al igual que el Trueba C.F. de Espinosa de los Monteros. La razón es la proximidad con Vizcaya a efecto de los desplazamientos para disputar los partidos.
- Área de ocio y acampada
- Hoteles
- Casas rurales
- Posadas
- Restaurantes y bares
- Centros religiosos: la Iglesia católica tiene 36 parroquias servidas por dos párrocos de la diócesis de Santander. La más importante es la iglesia de Nuestra Señora de las Altices en Villasana. La patrona del valle es Nuestra Señora de Cantonad desde el siglo XVII, con su santuario del siglo XIV en la localidad de Vivanco. Su fiesta es el 8 de mayo.[28]
- Entidades bancarias (4)
- Polígonos Industriales (2)
- Unidad Veterinaria

## Patrimonio
Entre su inmenso patrimonio histórico-artístico cabe destacar la importante cantidad de patrimonio románico. Especialmente significativas son la iglesia de Siones y la iglesia de Vallejo, que son poblaciones situadas en la ladera de los montes de La Peña. El Valle de Mena es el núcleo primitivo del reino de Castilla; en el año 800, en la localidad menesa de Taranco de Mena, la reciente tradición dice que nace testimonialmente Castilla, con un documento posterior transcrito en el Becerro Galicano de San Millán de la Cogolla, y los vestigios de arte románico primigenio atestiguan la fuerte presencia cristiana desde antiguo. También hay que destacar las pueblas medievales de Villasana (BIC con la categoría de Conjunto Histórico desde 2021), Irús, Arceo, Concejero, Vallejo, Caniego, Vivanco o Lezana, entre otras. Igualmente hay repartidas por el valle ferrerías y casonas típicas menesas del siglo XVIII y casonas de indianos del siglo XIX.
|                       |
| Santa María de Siones |

|                                 |
| Ábside de Santa María de Siones |

|                                |
| San Lorenzo de Vallejo de Mena |

|                                                 |
| Portada occidental de la iglesia de San Lorenzo |

|                               |
| Torre de Velasco en Villasana |

|                      |
| San Pedro de El Vigo |

|                 |
| Vallejo de Mena |

|                   |
| Molino de Vallejo |